# Морс

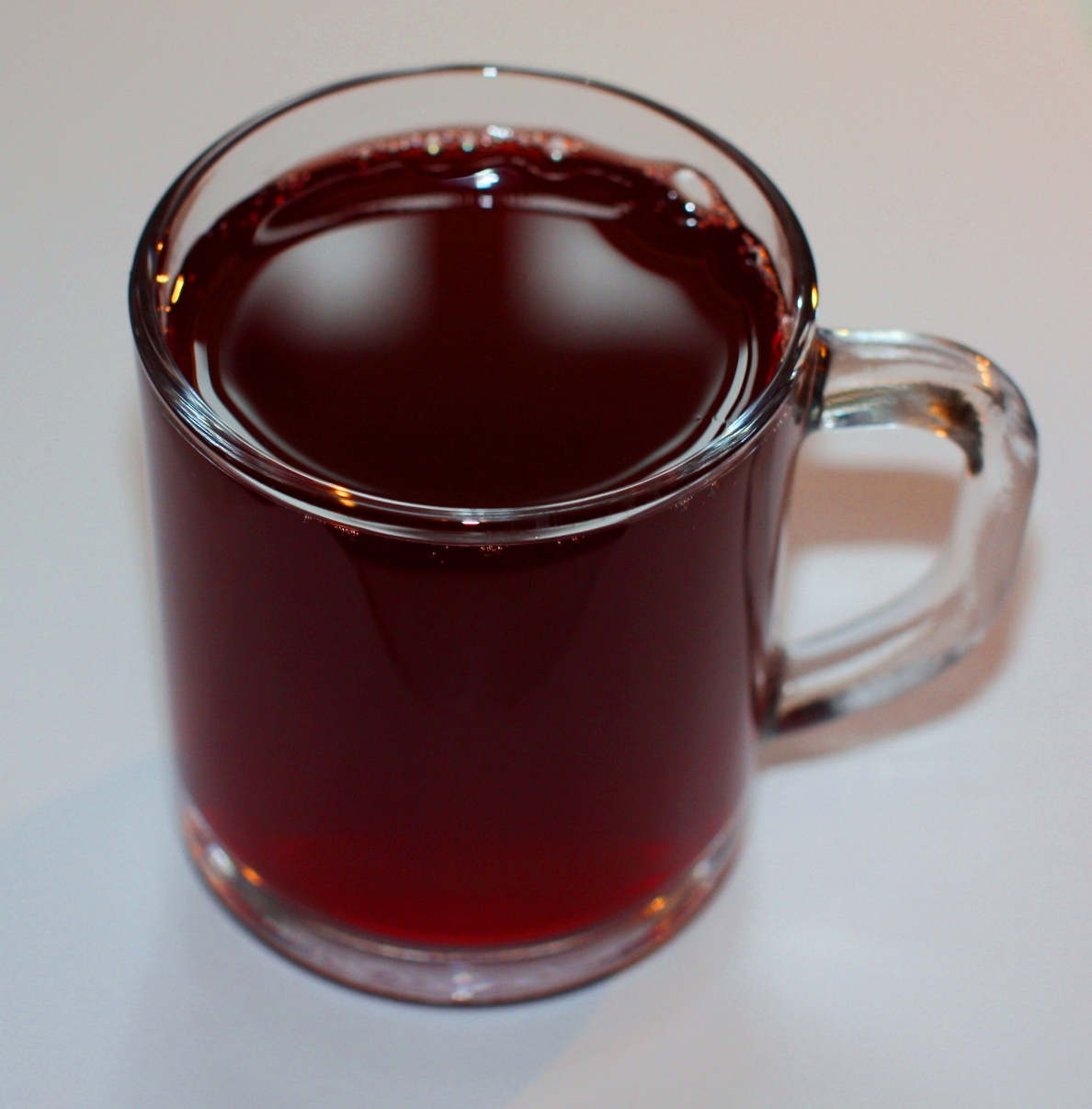
Морс ягідний

Морс — прохолоджувальний напій, іноді алкогольний. Це ягідний або фруктовий сік, розбавлений водою з цукром. Його іноді готують заварюючи ягоди у воді. Цей спосіб подібний до приготування компоту, але відрізняється температурою заварювання. Морс використовують для виготовлення алкогольних коктейлів.

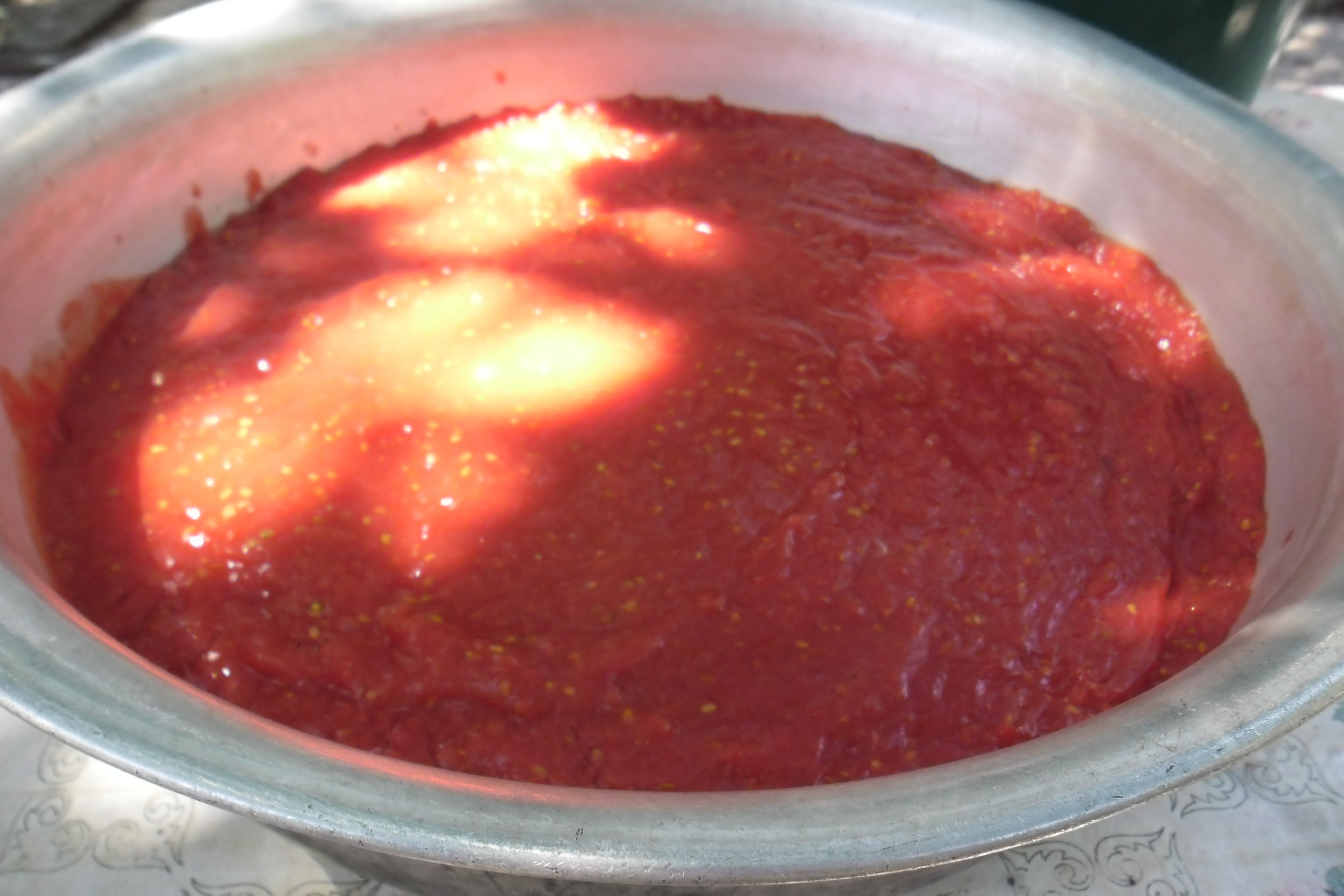
Томатний морс

Томатний морс — сік помідорів з м'якоттю. Традиційно застосовують для приготування українського борщу. Часто заготовлюють на зиму шляхом консервації в домашніх умовах.